# Redia Dauti
Redia Dauti (* 25. Januar 2004) ist eine albanische Leichtathletin, die im Mittel- und Langstreckenlauf sowie im Hindernislauf an den Start geht.

## Sportliche Laufbahn
Dauti trainiert wie ihre ältere Schwester Relaksa beim SK Tirana.
Erste internationale Erfahrungen sammelte Redia Dauti im Jahr 2020, als sie bei den U20-Balkan-Hallenmeisterschaften in Istanbul in 4:35,59 min die Silbermedaille im 1500-Meter-Lauf gewann. Im September belegte sie dann bei den U20-Balkan-Meisterschaften ebendort in 4:32,91 min den sechsten Platz über 1500 Meter und siegte in 10:34,86 min über 3000 m Hindernis. Im Jahr darauf gewann sie bei den U20-Balkan-Hallenmeisterschaften in Sofia in 9:54,89 min die Silbermedaille im 3000-Meter-Lauf und im Juni sicherte sie sich bei den U20-Balkan-Meisterschaften in Istanbul in 10:27,28 min die Silbermedaille im Hindernislauf. 2022 gewann sie bei den U20-Balkan-Meisterschaften in Denizli in 10:31,09 min erneut die Silbermedaille über 3000 m Hindernis und im Jahr darauf wurde sie bei der 3. Liga der Team-Europameisterschaft im Rahmen der Europaspiele in Chorzów in 4:35,72 min Fünfte über 1500 Meter. Anschließend belegte sie bei den Balkan-Meisterschaften in Kraljevo in 10:48,59 min den achten Platz im Hindernislauf und gelangte mit 4:43,49 min auf Rang neun über 1500 Meter. Kurz darauf schied sie bei den U20-Europameisterschaften in Jerusalem mit 10:43,78 min im Vorlauf über die Hindernisse aus.
2020 wurde Dauti vor ihrer Schwester albanische Meisterin im 1500-Meter-Lauf. In Abwesenheit von Luiza Gega und jeweils als einzige antretende Athletin wurde sie 2021 und 2022 albanische Meisterin über 3000 Meter Hindernis und 2023 Landesmeisterin im 3000-Meter-Lauf sowie über 5000 Meter.

## Persönliche Bestleistungen
- 1500 Meter: 4:32,63 min, 26. April 2021 in Elbasan
  - 1500 Meter (Halle): 4:35,59 min,
- 3000 Meter: 9:48,43 min, 19. Juni 2021 in Limassol
  - 3000 Meter (Halle): 9:54,89 min, 13. Februar 2021 in Sofia
- 5000 Meter: 17:36,4 min, 18. Mai 2023 in Elbasan (nationaler U20-Rekord)
- 3000 m Hindernis: 10:27,28 min, 12. Juni 2021 in Istanbul (nationaler U20-Rekord)